# NumbersUSA
NumbersUSA ist eine 1997 von Roy Beck gegründete Non-Profit-Organisation in den Vereinigten Staaten, die sich die Reduzierung der legalen und illegalen Einwanderung in die Vereinigten Staaten zum Ziel gesetzt hat.
Ziel des als Netzwerk organisierten Zusammenschlusses mit Sitz im Arlington County bei Washington im US-Bundesstaat Virginia ist unter anderem die Aufhebung der seit dem Immigration Act of 1924 bestehenden und beispielsweise im Immigration and Naturalization Services Act of 1965 fortgeschriebenen Länder-Quotenregelungen.
Die 2007 mehrere hunderttausend Unterstützer zählende Organisation verzeichnet erhebliche Finanzmittel und eine bemerkenswerte Zahl an Spenden. Auch Facebook-Investor Peter Thiel gehört zu den Unterstützern.
Laut eigenen Angaben gehören dem Netzwerk 2021 über neun Millionen US-Bürger an.

## Geschichte
Beck gründete NumbersUSA 1997, nachdem er als Redakteur in Washington für Tantons weiß-nationalistische Zeitschrift Social Contract gearbeitet hatte, und gilt als „Erbe“ des Herausgebers Social Contract Press, der vom Southern Poverty Law Center als Hassgruppe eingestuft wurde. NumbersUSA wurde von Mitbegründer Tanton als „Graswurzel-Arm der Anti-Immigrationsbewegung“ beworben.
Im Jahr 2004 meldete NumbersUSA 50.000 Mitglieder. Im Jahr 2007 gab die Organisation 1,5 Millionen Mitglieder an.
Im Jahr 2007 war NumbersUSA maßgeblich daran beteiligt, ein parteiübergreifendes Einwanderungsgesetz zum Scheitern zu bringen. Die Mitglieder der Organisation nutzten die Informationen und Hilfsmittel von NumbersUSA, um mit den Abgeordneten in Kontakt zu treten und ihren Widerstand zu bekunden.
NumbersUSA Action, erhält 95 Prozent seines Lobby-Budgets durch Mitgliedsspenden von 100 Dollar oder weniger. Laut Steuerunterlagen aus dem Jahr 2013 war der größte Einzelspender der NumbersUSA die Education and Research Foundation und die Colcom Foundation, die etwa 4,5 Millionen Dollar bei einem Jahresbudget von 7–10 Millionen Dollar beisteuerte.

## Ideologie und Kritik
Becks Interesse an der Einwanderung wurde durch seine Arbeit als Journalist geweckt, der in den 1960er Jahren über die aufkommende Umweltbewegung und insbesondere über die Auswirkungen des Bevölkerungswachstums berichtete. Beck sagt, dass er NumbersUSA gegründet hat, nachdem er das Buch The Case Against Immigration geschrieben hatte, welches 1996 veröffentlicht wurde. Im Laufe der Recherchen zu diesem Buch habe er verschiedene Probleme in den USA erkannt, die auf die Einwanderung zurückzuführen seien, wobei er sich auf eine Studie über die Kriminalität in Wausau (Wisconsin) stützte.
Der Gründer von NumbersUSA, Roy Beck, erregte Aufmerksamkeit durch eine Präsentation, in der er mit Hilfe von Gummibällen zeigte, dass die Einwanderung in die Vereinigten Staaten die Armut in der Welt nicht linderte, weil so viele Menschen außerhalb der Vereinigten Staaten verarmt blieben. Die Schlussfolgerung lautete, dass die Vereinigten Staaten die Einwanderung stärker einschränken und den Verarmten dort helfen sollten, wo sie sind, anstatt sie in reichere Länder auswandern zu lassen. David R. Henderson, Wirtschaftswissenschaftler an der Hoover Institution der Stanford University und der Naval Postgraduate School in Monterey, Kalifornien, reagierte auf Becks Video: „Indem er einen Kaugummi (eine Million Menschen) mit über 5.000 Kaugummis (über 5 Milliarden Menschen) vergleicht, bringt er sein Publikum auf den Gedanken, dass eine Million Menschen keine Rolle spielen, weil sie nur ein winziger Teil von 5 Milliarden sind. Aber eine Million Menschen sind wichtig.“ Henderson argumentierte auch, dass entgegen Becks Ansicht, dass die Zulassung von Einwanderung die Amerikaner etwas kostet, „die Amerikaner auch von der Einwanderung profitieren“ und dass der Nettonutzen einer Lockerung der Einwanderungsbeschränkungen erheblich wäre.
Laut FactCheck.Org enthielt eine von NumbersUSA veröffentlichte Anzeige "ungenaue, überzogene und emotional aufgeladene Behauptungen". PolitiFact bewertete eine NumbersUSA-Behauptung als falsch, wonach im Extremfall die Einwanderung "eines einzigen ausländischen Arbeitnehmers durch Kettenmigration zur dauerhaften Einwanderung von 273 Weiteren in die Vereinigten Staaten führen könnte, und stellte fest, dass unter Experten weitgehende Einigkeit darüber besteht, dass dies "bei den im Rahmen der derzeitigen Einwanderungspolitik festgelegten Quoten wahrscheinlich unmöglich ist".
Während der Präsidentschaftsvorwahlen 2016 schaltete NumbersUSA eine Anzeige, in der die Aussage von Barbara Jordan, der bekannten texanischen Demokratin, in einer Bundeskommission aus dem Jahr 1996 zitiert wird, dass „die Kommission kein nationales Interesse daran hat, weiterhin weniger qualifizierte und ungelernte Arbeitskräfte zu importieren, um in den am meisten gefährdeten Bereichen unserer Erwerbsbevölkerung zu konkurrieren.“ In der Washington Post heißt es jedoch: „Studien haben gezeigt, dass legal eingereiste Einwanderer die Wirtschaft langfristig ankurbeln und dass viele von ihnen ein höheres Bildungsniveau haben als gebürtige Amerikaner. Mitglieder der Kommission sagten, NumbersUSA habe Jordans Worte aus dem Zusammenhang gerissen und wiesen darauf hin, dass die Kommission auch vorgeschlagen habe, eine globale Warteliste von mehr als 1 Million Einwanderungsbewerbern zu berücksichtigen“.